# Кандінський В'ячеслав Олексійович
В'ячеслав Олексійович Кандінський (якут. Вячеслав Алексеевич Кандинский, рос. Вячеслав Алексеевич Кандинский, 5 січня 1902 — 10 жовтня 1980) — якутський живописець. Народний художник Якутської АРСР. Член Союзу художникі СРСР. Перший директор Якутського художнього музею СРСР (1946-1952).

## Біографічні відомості
Народився 5 січня 1902 року.
Навчався на курсах театральних живописців при Державному академічному Малому театрі. Учасних Республіканської виставки художників Якутської АРСР, міжобласних виставок, Виставки художників Далекого Сходу (Хабаровськ, 1954), художників Сибіру і Далекого Сходу (Іркутськ, 1956), образотворчого мистецтва в народної творчості Якутської АРСР (Москва, 1963), «Художники Якутії» (присвячена 50-річчю утворення Якутської АРСР; Ленінград, Уфа, 1952). Проводив також персональні виставки.
Роботи майстра є в Національному художньому музеї Республіки Саха (Якутія).
В'ячеслав Кандінський є далеким родичем російського живописця і графіка, одного з основоположників абстракціонізму Василя Кандінського (1866-1944), пращури якого були вогульськими (мансі) князцями, прийнявшими підданство Росії при Івані Грозному.
Помер 10 жовтня 1980 року.